# 1980 au Canada
Pour un article plus général, voir Chronologie du Canada.
Cet article traite des événements qui se sont produits durant l'année 1980 au Canada.

## Gouvernements
Exécutif:
- Monarque - Élisabeth II

Élection fédérale de 1980

- Gouverneur général - Edward Schreyer
- Commissaire des Territoires du Nord-Ouest - John Havelock Parker (en)
- Commissaire du Yukon - Douglas Bell (en)
- Lieutenant-gouverneur de l'Alberta - Francis Charles Lynch-Staunton (en)
- Lieutenant-gouverneur de la Colombie-Britannique - Henry Pybus Bell-Irving
- Lieutenant-gouverneur de l'Île-du-Prince-Édouard - Gordon Lockhart Bennett puis Joseph Aubin Doiron
- Lieutenant-gouverneur du Manitoba - Francis L. Jobin
- Lieutenant-gouverneur du Nouveau-Brunswick - Hédard Robichaud
- Lieutenant-gouverneur de la Nouvelle-Écosse - John Elvin Shaffner
- Lieutenant-gouverneur de l'Ontario - Pauline Mills McGibbon puis John Black Aird (en)
- Lieutenant-gouverneur du Québec - Jean-Pierre Côté
- Lieutenant-gouverneur de la Saskatchewan - Irwin McIntosh
- Lieutenant-gouverneur de Terre-Neuve-et-Labrador - Gordon Arnaud Winter (en)

Législatif:
- Premier ministre du Canada - Pierre-Elliot Trudeau (élu pour la seconde fois le lundi 18 février 1980 face au sortant Joe Clark)
- Premier ministre de l'Alberta - Peter Lougheed
- Premier ministre de la Colombie-Britannique - Bill Bennett
- Premier ministre du Manitoba - Sterling Lyon
- Premier ministre du Nouveau-Brunswick - Richard Hatfield
- Premier ministre de Terre-Neuve-et-Labrador - Brian Peckford
- Premier ministre de la Nouvelle-Écosse - John Buchanan
- Premier ministre de l'Ontario - Bill Davis
- Premier ministre de l'Île-du-Prince-Édouard - Angus MacLean
- Premier ministre du Québec - René Lévesque
- Premier ministre de la Saskatchewan - Allan Blakeney
- Premier ministre des Territoires du Nord-Ouest - George Braden (en)
- Premier ministre du Yukon - Chris Pearson

## Événements

### Janvier

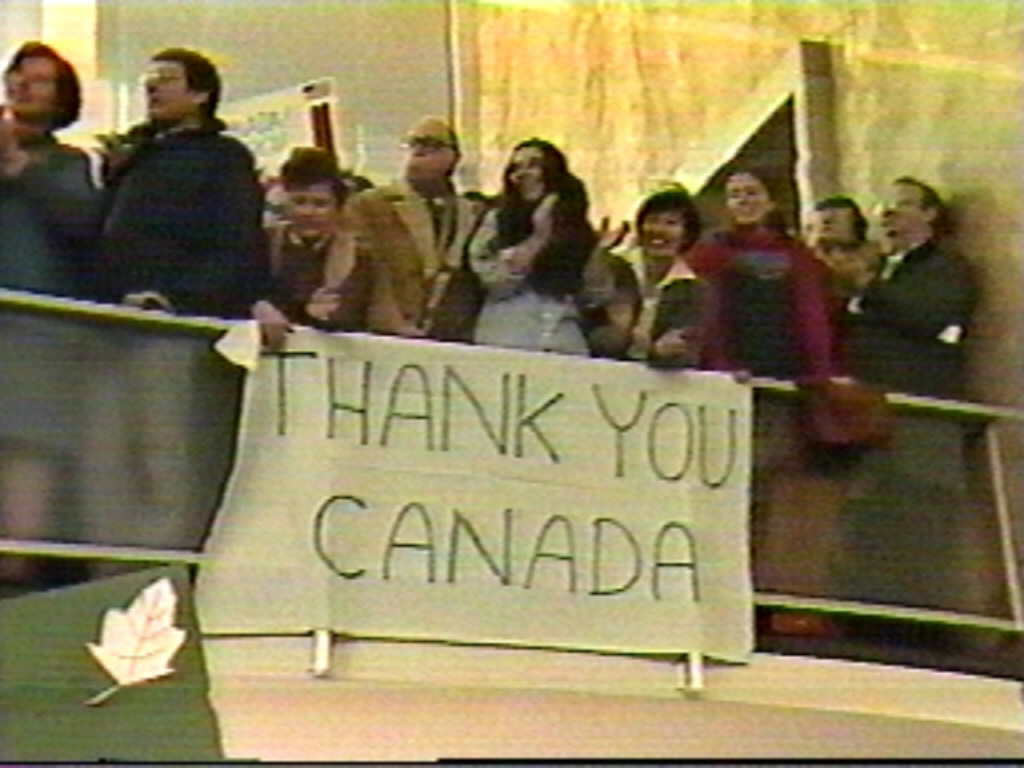
Remerciement des américains envers le Canada après le subterfuge canadien en Iran.

- Mardi 1er janvier : l'incendie de Chapais (Québec) fait 44 victimes.

- Lundi 21 janvier : trois employés de l'ambassade d'soviétiques sont expulsés du pays après avoir été accusés d'espionnage.

- Lundi 28 janvier : Subterfuge canadien: l'ambassadeur canadien d'Iran, Kenneth D. Taylor (en) réussit à faire évader six ressortissants américains et ferme l'ambassade canadienne.

### Février
- Lundi 18 février : élection fédérale : les libéraux de Pierre Elliott Trudeau remportent l'élection et forment un gouvernement majoritaire, renversant ainsi les progressiste-conservateur de Joe Clark.

- Vendredi 29 février : Jeanne Sauvé devient la première femme à être présidente de la Chambre des communes.

### Mars
- Lundi 3 mars : Pierre Elliott Trudeau devient premier ministre canadien pour la seconde fois. Il remplace Joe Clark à la suite de sa défaite lors de l'Élection fédérale canadienne du lundi 18 février.

### Avril

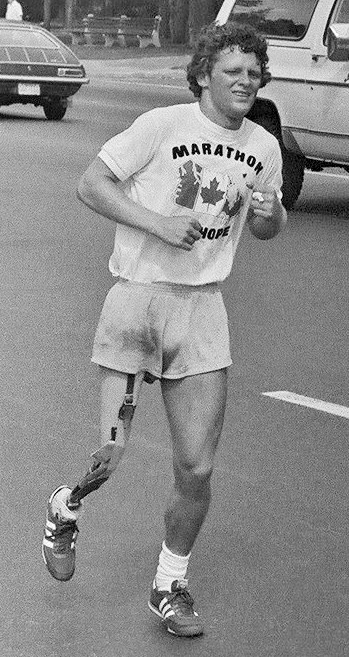
Terry Fox à Toronto en 1980

- Samedi 12 avril : Terry Fox, un athlète venant de la Colombie-Britannique, commence sa course du Marathon de l'espoir à travers le Canada dans le but de soutenir la recherche contre le cancer.

- Lundi 14 avril : l'Office National du Film remporte un Oscar pour son animation.

- Mardi 22 avril : le Canada annonce sa volonté de se joindre au boycott des Jeux olympiques d'été pour protester contre l'occupation soviétique de l'Afghanistan.

- Mercredi 30 avril : le joueur de hockey sur glace Gordie Howe prend sa retraite de manière définitive.

### Mai
- Mardi 20 mai : la population du Québec rejette l'option indépendantiste dans une proportion de 59 % lors du premier référendum sur la souveraineté.

### Juin
- Lundi 16 juin : George Braden (en) devient le premier chef de gouvernement responsable des Territoires du Nord-Ouest depuis 1905.
- Mardi 24 juin : La province de Terre-Neuve et Labrador fait flotter pour la première fois son nouveau drapeau.

### Juillet
- Mardi 1er juillet : Ô Canada devient officiellement l'hymne national.

- Mercredi 30 juillet : Élisabeth II augmente l'Armoiries de l'Alberta avec les crêtes et les partisans.

### Août
- Jeudi 14 août : Dorothy Stratten, une actrice, est violée et assassinée à Los Angeles dans le sud de l'état de Californie aux États-Unis par Paul Snider, qui se suicide immédiatement après.

- Du 16 au 23 août : la première session du Parlement jeunesse du Canada/Youth Parliament of Canada (en) est organisé par la chambre du Sénat à la colline du parlement à Ottawa.

- Mercredi 27 août : la Tribune de Winnipeg et le Journal d'Ottawa, deux journaux canadien, sont rachetés et fermés par Nouvelle Postmédia et la Société Thomson.

### Septembre
- Lundi 1er septembre :
  - en raison d'une aggravation de son cancer, Terry Fox est contraint d'arrêter sa course;
  - l'Alberta et la Saskatchewan célèbrent le 75e anniversaire de leur naissance comme provinces, par des festivals et plusieurs évènements spéciaux.

### Octobre
- Dimanche 6 octobre :
  - les gouvernements du Québec et de Terre-Neuve signent l'entente de l'hydro de Churchill Falls;
  - le premier ministre du Canada Pierre Elliott Trudeau annonce son intention de rapatrier unilatéralement la Constitution canadienne.

- Mardi 28 octobre : mise en place du Programme énergétique national comportant des restrictions aux exportations de gaz et de pétrole vers les États-Unis (1980-1981).

### Novembre
- Mercredi 17 novembre : Clifford Olson viole et tue sa première victime, Christine Weller.

## Autres événements
- Téléroman Le Temps d'une paix
- Jeux d'hiver de l'Arctique pour une deuxième fois à Whitehorse
- Fondation de Tilley Endurables

## Naissances en 1980
- 10 février : Mike Ribeiro, joueur de hockey sur glace.
- 16 février : Blair Betts, joueur professionnel de hockey sur glace.
- 21 mars : Deryck Whibley, chanteur.
- 31 mars : Michael Ryder, joueur de hockey sur glace.
- 12 avril : Erik Mongrain, compositeur.
- 4 mai : Andrew Raycroft, joueur de hockey sur glace.
- 8 mai : Guy Desbiens, Ingénieur électrique junior et joueur de jeux vidéo canadien.
- 15 juillet : Jonathan Cheechoo, joueur de hockey sur glace.
- 21 juillet : Scott Frandsen, rameur.
- 5 août : Mark Bell, joueur professionnel de hockey sur glace.
- 29 août : Perdita Felicien, athlète.
- 17 septembre : Brent McMahon, Triathlète.
- 21 octobre : Mike Danton, joueur de hockey sur glace.
- 9 novembre : Benjamin Rutledge, rameur.
- 16 novembre : Carol Huynh, lutteuse.
- 18 novembre : Emanuel Sandhu, patineur et danseur.
- 2 décembre : Adam Kreek, rameur.

## Décès en 1980
- Ray Lawson, lieutenant-gouverneur de l'Ontario.
- 1er janvier : Ernest Cormier, architecte
- 5 mars : Jay Silverheels, acteur.
- 17 mai : Harold Connolly, premier ministre de la Nouvelle-Écosse.
- 23 juillet : Sarto Fournier, maire de Montréal.
- 14 août : Dorothy Stratten, actrice.
- 25 septembre : Antonio Talbot, politicien.
- 17 octobre : Richard Gavin Reid, premier ministre de l'Alberta.
- 18 novembre : Conn Smythe, gérant au hockey sur glace.
- 22 novembre : Jules Léger, gouverneur général du Canada.
- 12 décembre : Jean Lesage, premier ministre du Québec.
- 31 décembre : Marshall McLuhan, éducateur.